# Uniklubi
Uniklubi ist eine finnische Rockband aus Tampere, gegründet 1999 als Pincenez (französisch für „bügellose Brille“) in Hämeenkyrö. Die Mitglieder kennen sich bereits seit ihrer Schulzeit. Ihren Durchbruch hatte die Band mit dem Hit Rakkautta ja Piikkilankaa (2004). Ihr Stil ist melodischer Rock, markant sind vor allem ihre finnischen Texte. Den Gründungsnamen legte die Band aufgrund schlechten Feedbacks sehr früh wieder ab und gab sich ihren heutigen Namen, der übersetzt „Traumclub“ bedeutet.

## Bandgeschichte
Gegründet wurde die Band im Jahre 1999. Der Name Uniklubi existierte zu diesem Zeitpunkt noch gar nicht. Die Band nannte sich „Pincenez“, was übersetzt „bügellose Brille“ heißt. Die Band nannte sich jedoch um, da der Name Pincenez zu schlechte Rückmeldungen bekam. Da die Band auf Finnisch singt und aus Finnland kommt, lag es recht nah, einen finnischen Namen zu wählen und so wurde der Name „Uniklubi“, was übersetzt „Traumclub“ heißt, geboren.
Das Geld für die ersten Demoaufnahmen verdiente die Band, indem sie erste Auftritte gab und die Einnahmen der Ticketverkäufe benutzten, um ins Studio gehen zu können.
Die ersten Songs, die die Band spielte, waren auf Englisch und Coverversionen. Aber der Band war auch relativ schnell bewusst, dass sie sehr wohl auch eigene Songs schreiben und spielen konnten und fing rasch damit an. Sie wechselten von der englischen Sprache zu ihrer Muttersprache Finnisch.
Bei den Aufnahmen des Albums Rakkautta ja piikkilankaa („Liebe und Stacheldraht“) verließ allerdings der damalige Drummer Jimmy Drain (bürgerlich Jaakko Järvensivu, der ältere Bruder von Lovex-Schlagzeuger Julian) die Band. Als Ersatz kam Antti Matikainen zu Uniklubi, welcher seitdem ein fester Bestandteil der Band ist.
Die erste Single aus dem Album war Rakkautta ja piikkilankaa und wurde bei YleX zum beliebtesten Stück des Jahres gewählt. Das Album schaffte den Sprung in die Top 5 und platzierte sich direkt auf Platz 4. Die erste wichtige Auszeichnung folgte schon bald: Sie gewannen einen Emma Award als Beste Newcomer des Jahres. Rakkautta ja piikkilankaa erreichte in Finnland Goldstatus (15.000 verkaufte Alben). Weitere Singleauskopplungen aus dem Album waren: Kylmää („Kalt“), Näiden tähtien alla („Unter diesen Sternen“) und Totuus („Die Wahrheit“).
Das zweite Album Kehä („Kreis“) erschien am 2. Februar 2005 und stieg auf Platz 1 der finnischen Charts ein. 2006 wurde es mit Platin ausgezeichnet. Es hielt sich über 20 Wochen in den Top 20 und auch die erste Singleauskopplung Kaikki mitä mä annoin („Alles was ich gegeben habe“) schaffte es auf den ersten Platz der Charts. Die zweite Single Kiertää kehää („Im Kreis laufen“) stieg auf dem 10. Platz ein.
Im Spätsommer und Herbst 2006 musste die Band eine Zwangspause einlegen. Sänger Jussi Selo hatte aufgrund eines Knotens an den Stimmbändern erhebliche Probleme beim Singen und musste sich im September 2006 einer Operation unterziehen, da er beim Singen immer stärker eingeschränkt und teilweise schlichtweg tonlos war. Im Dezember des gleichen Jahres spielte die Band jedoch bereits wieder erste Konzerte.
Am 7. Mai 2007 kam die neue Single Vnus ins Radio, im Handel erhältlich ist sie seit dem 30. Mai. Als B-Seite enthält die Single das nicht auf dem später erschienenen Album Luotisade („Kugelregen“) enthaltene Lied Aurinkoni („Meine Sonne“). Vnus war die erste Auskopplung aus dem am 22. August desselben Jahres erschienenen dritten Album Luotisade. Dieses wurde besonders in Anbetracht der Stimmband-Operation von Sänger Jussi Selo mit Spannung erwartet, da Bedenken aufgekommen waren, ob die Operation seine Stimme beeinflusst oder gar geschädigt haben könnte. Doch diese Bedenken zerstreuten sich rasch, Fans wie auch der Rest der Band waren begeistert. Bassist Teemu Rajamäki hierzu: „Jussis Stimme klingt heute besser als je zuvor.“
Nach Vnus erschien im Sommer 2007 ein Video zu Luotisade, das Lied selbst wurde jedoch nicht als Single veröffentlicht.
Nach mehrmaliger Verschiebung erschien am 12. Dezember 2007 eine weitere Auskopplung aus dem Album Luotisade, nämlich der Titel Varjoon juuttunut. Als B-Seite wurde auf der Single ein Cover des Songs Koko talvi kesämökillä der finnischen Gruppe Leevi and the Leavings mit veröffentlicht. Zudem wurde eine limitierte Edition der Single veröffentlicht, in der die Booklets jeweils die Unterschrift eines Bandmitglieds tragen.
Am 17. September 2008 veröffentlichten Uniklubi ihr erstes Compilation-Album Kaikki Mitä Mä Annoin 2003-2008. Neben einer Auswahl von Tracks aus den vorangegangenen drei Alben beinhaltet die CD zwei völlig neue Tracks, die am 4. August 2008 veröffentlichte Promosingle Rakkaudesta Hulluuteen sowie Liian Lähellä. Zudem beinhaltet die limitierte Edition eine DVD, auf der alle bisherigen Musikvideos von Uniklubi sowie eine Dokumentation über die Band zu finden sind.
Im Oktober 2008 gab die Band dann bekannt, alle für das laufende Jahr geplanten Konzerte absagen zu müssen. Als Grund dafür wurden erneut Stimmprobleme von Frontmann Jussi Selo genannt. Die Aufnahmen zu einem vierten Studioalbum waren laut der Band jedoch nicht beeinträchtigt.
Im November 2008 veröffentlichte die Band das 208 Seiten starke Rakkaudesta hulluuteen Photobook.
Mit der Single Polje erschien am 12. Januar 2009 eine Vorveröffentlichung aus dem am 4. März erscheinenden vierten Studioalbum der Band namens Syvään valoon. Fast gleichzeitig wurde eine einmonatige Konzertpause bekannt gegeben, die das Resultat einer erneuten Stimmband-Operation von Frontmann Jussi Selo ist. Die Single erreichte in den finnischen Singlecharts Platz 9.
Syvään valoon, im Übrigen das erste Studioalbum mit dem neuen Label Sony Music Finland, erschien am 4. März 2009. Das Album erreichte Platz 3 in den finnischen Charts. Auf die Veröffentlichung folgten erste Auftritte, bei denen Frontmann Jussi Selo seine vollkommen genesene Stimme zu Gehör brachte.
Als zweite Single wurde dann am 20. April 2009 der von Song Kukka digital veröffentlicht, das Video folgte am 23. April.
Am 26. August 2009 folgte dann die Veröffentlichung der EP Mitä vittua? (etwa: „Was zum Teufel?“), die neben dem gleichnamigen Lied des Albums Syvään valoon auch noch zwei bis dato unveröffentlichte Songs sowie Liveaufnahmen der Songs Vnus und Kiinni jään beinhaltet. Die EP schaffte es in den finnischen Singlecharts bis auf Platz 6.
Nach einer Tour durch Finnland wurde für das Jahr 2010 bereits das nächste Album der Band angekündigt. Als Vorabveröffentlichung erschien am 30. Juli 2010 die Single Aikasi on nyt („Deine Zeit ist jetzt“), der am 22. September desselben Jahres das Album Kultakalat („Goldfische“) folgte. Produziert wurde Kultakalat von Jyrki Tuovinen, der zuvor u. a. mit Bands wie Lordi oder Apulanta gearbeitet hatte. Eine Tour zum Album, das in den finnischen Charts Platz 7 erreichte, war für das Frühjahr 2011 angekündigt. Aikasi on nyt schaffte es nicht in die finnischen Charts, war jedoch über mehrere Wochen in den Hörercharts des Radiosenders YleX auf den vorderen Plätzen zu finden.
Im Oktober 2010 wurde zudem ein Musikvideo zu Maailma puhaltaa gedreht und veröffentlicht. In einigen Straßenszenen, die in Tampere gedreht wurden, sind über einhundert Statisten zu sehen.
Im Jahr 2011 legte die Band eine, wie sie es selbst nannte, kreative Pause ein, in der sich die Mitglieder eigenen Nebenprojekten widmeten. Drummer Antti Matikainen und Bassist Teemu Rajamäki gründeten zusammen mit Negative-Bassist Antti Anatomy die Band Jupiter, Jussi Selo arbeitete an einem Projekt namens Jussi Selo & Nefernefernefer.
Am 19. März 2012 gab Bassist Teemu Rajamäki über die Website der Band seinen Ausstieg bekannt.
Während der Pause beschloss auch Schlagzeuger Antti Matikainen die Band zu verlassen.
Die Band fand jedoch rasch neue Mitglieder: Schlagzeuger Jani Auvinen, Bassisten Teemu Mäntykorpi sowie Keyboarder Tuomas Lepistö.
Im Jahr 2024 feierte die Band das 20-jährige Jubiläum seit Veröffentlichung des ersten Albums "Rakkautta ja Piikkilankaa (2004)" mit einer Party-Tour in Finnland.

## Diskografie

### Alben
- 2004: Rakkautta ja piikkilankaa
- 2005: Kehä
- 2007: Luotisade
- 2008: Kaikki mitä mä annoin 2003-2008 (Compilation)
- 2009: Syvään valoon
- 2010: Kultakalat
- 2018: Tulennielijä
- 2020: Ajan piirtämät kasvot
- 2023: 8

### Singles und Promos
- 2004: Rakkautta ja piikkilankaa
- 2004: Kylmää
- 2004: Totuus
- 2004: Näiden tähtien alla (Promo)
- 2005: Kaikki mitä mä annoin
- 2005: Huomenna (Promo)
- 2006: Kiertää kehää
- 2006: Tuhka (Promo)
- 2007: Vnus
- 2007: Luotisade (E-Single)
- 2007: Varjoon Juuttunut
- 2008: Varjot (Promo)
- 2008: Rakkaudesta Hulluuteen (Promo)
- 2009: Polje
- 2009: Kukka (E-Single)
- 2010: Aikasi on nyt
- 2014: Sydän janoaa
- 2017: Laavaa
- 2017: Pakkopaita
- 2018: Tulennielijä (Radio Edit)
- 2019: Huojuva silta
- 2019: Bailaten koko elämä
- 2020: Siipirikko
- 2021: Hetken olen vapaa
- 2021: Jos tähän jään
- 2022: Hehkuvia kipinöita
- 2022: Sammuttamaton
- 2024: Rakkautta ja piikkilankaa - Juhlaversio

### Videoalben
- Rakkautta ja piikkilankaa (2004)
- Kaikki mitä mä annoin (2005)
- Huomenna (2005)
- Vnus (2007)
- Luotisade (2007)
- Varjoon juuttunut (The Voice - live) (2008)
- Varjot (The Voice - live) (2008)
- Rakkaudesta hulluuteen (2008)
- Polje (2009)
- Kukka (2009)
- Mitä vittua? (2009 im Rahmen der Mitä vittua?-EP)
- Aikasi on nyt (2010)
- Maailma puhaltaa (2010)
- Pakkopaita (2017)
- Huojuva Silta (2019)
- Bailaten koko elämä (2019)
- Siipirikko (2020)
- Sinut tahtoisin vielä (2020)
- Jos tähän jään (2021)
- Sammuttamaton (2022)
- Sabotaasi (2023)
- Rakkautta ja piikkilankaa - Juhlaversio (2024)